# Aït Yahia Moussa
Aït Yahia Moussa es un municipio (taɣiwant) de la provincia o valiato de Tizi Ouzou en Argelia. En abril de 2008 tenía una población censada de 20 426 habitantes.
Se encuentra ubicado al norte del país, en la región de Cabilia, a poca distancia de la costa del mar Mediterráneo y al este de Argel.